# Roussillon, Vaucluse
Roussillon är en kommun i departementet Vaucluse i regionen Provence-Alpes-Côte d'Azur i sydöstra Frankrike. Kommunen ligger i kantonen Gordes som tillhör arrondissementet Apt. År 2022 hade Roussillon 1 318 invånare.

## Befolkningsutveckling
Antalet invånare i kommunen Roussillon
| Referens: INSEE |